# Castelo Kisimul

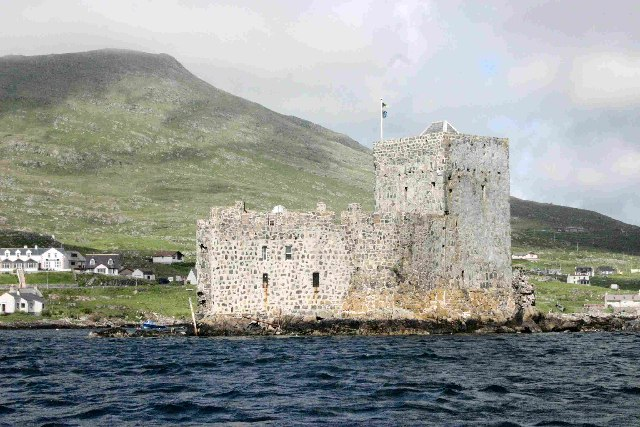
Castelo Kisimul, Escócia.

O Castelo Kisimul (em inglês: Kisimul Castle; em gaélico escocês: Caisteal Chiosmuil) é uma fortificação localizada na ilha de Barra, em Castlebay, na Escócia.
Erguido sobre aquela pequena ilha rochosa, constitui-se num dos mais antigos castelos da Escócia, tendo a particularidade de nunca ter caído em mãos inimigas. Foi objeto de numerosas alterações arquitetónicas entre os séculos XV e XVII, após o que foi abandonado até ser vendido em 1838. Durante um século, as suas instalações degradaram-se devido à ação combinada dos elementos naturais e do homem. Em 1937 foi adquirido aos antigos proprietários, sofrendo intervenção de consolidação e restauro até 1970. Desde então constitui-se em uma atração turística. Foi o único castelo significativo que sobreviveu até aos nossos dias nas Ilhas Ocidentais, tendo sido o assento dos chefes do clã MacNeil.

## Toponimia
O castelo de Kisimul é chamado Kisimul Castle em inglês e Caisteal Chiosmuil em gaélico escocês. Também é chamado Kiessimul Castle, Kiessamul Castle, Castle Bay, Castlebay, Chisimul Castle ou ainda Kismull Castle. Deu assim o nome de Castlebay à baía onde se situa, assim como deu o nome ao principal assentamento da ilha de Barra. Também é chamado de "castelo no mar", em inglês Castle in the Sea.
O nome gaélico Chiosmuil vem dos termos cios, que designa impostos, e mul, que designa um tertre, significando assim "o lugar onde os impostos foram pagos" e também "o castelo do rochedo da pequena baía" ou "o rochedo na baía".

## Geografia e clima
O castelo de Kisimul está a nordoeste do Reino Unido e da Escócia, a Sul das Hébridas Exteriores. Eleva-se sobre um ilhéu rochoso situado no meio da baía de Castlebay, a sul da ilha de Barra. No pátio interior do castelo, e sob edifícios, um espesso solo de 1,2 metros contém vestígios arqueológicos, sendo os mais antigos da Pré-história. O clima, comum ao resto da Escócia, é do tipo oceânico. Caracteriza-se por uma precipitação elevada de 1500 mm anuais, e por temperaturas frescas que oscilam em média de 4 a 10,5ºC.

## História

### Primeira ocupação da ilha
Em 2001 foram feitas buscas arqueológicas, pela Historic Scotland, no pátio interior do castelo e na antiga prisão no rés-do-chão da torre. Estas últimas permitiram descobrir uma ocupação esporádica da ilha ao longo da Pré-história, no Neolítico ou na idade do bronze. Restos de cerâmica, cereais e sílex foram os elementos encontrados pelos arqueólogos em dezenas de escavações feitas no pátio do castelo. Contudo, esses achados não permitem determinar a natureza e duração da ocupação da ilha.

### Construção

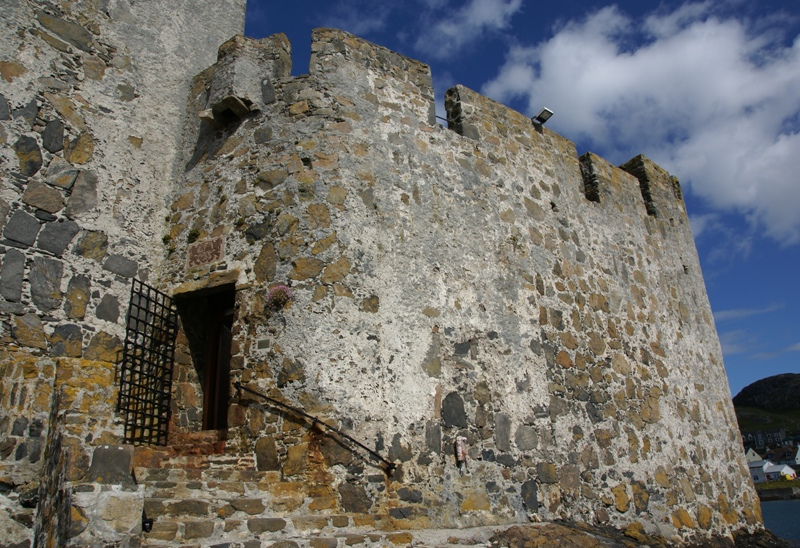
Vista da entrada do castelo.

O clã MacNeil estabelece-se na ilha de Barra durante o século XI, conforme a tradição do clã. Naill de Barra, o 21º chefe, inicia a construção do castelo por volta de 1039, o que faz dele um dos mais antigos castelos da Escócia. Outra tradição coloca a construção por volta de 1427, quando Gilleonan MacNeil se torna o primeiro senhor do clã. Essa segunda data explica porque a maioria das construções datam do século XV.. O castelo teria também sido precedido por uma capela dedicada a São Cieran. As escavações arqueológicas de 2001 levaram à descoberta de um objeto decorativo em ouro datando do início do século XI, uma prova da antiguidade da ocupação da ilha. O castelo pertenceria a uma série de fortificações defensivas medievais contra as incursões escandinavas desse lado da Escócia.
O local, uma ilha rochosa no meio de uma baía, foi escolhido por razões estratégicas: totalmente rodeada por água, é muito mais fácil a defender porque só se pode aceder com embarcações. Além de que o castelo dispõe de suas próprias reservas de água doce, retiradas de dois poços cuja água provém de um lençol freático. Essa água é indispensável para a vida quotidiana e para aguentar um cerco quando a única água disponível na proximidade é salgada. Uma galera é amarrada, protegida por um muro e pronta a ir ao encontro de eventuais atacantes. Disponível para leitura em  (em inglês). O castelo permaneceu impenetrável desde a sua construção apesar das numerosas tentativas de apropriação.